# Bizzarrini P538

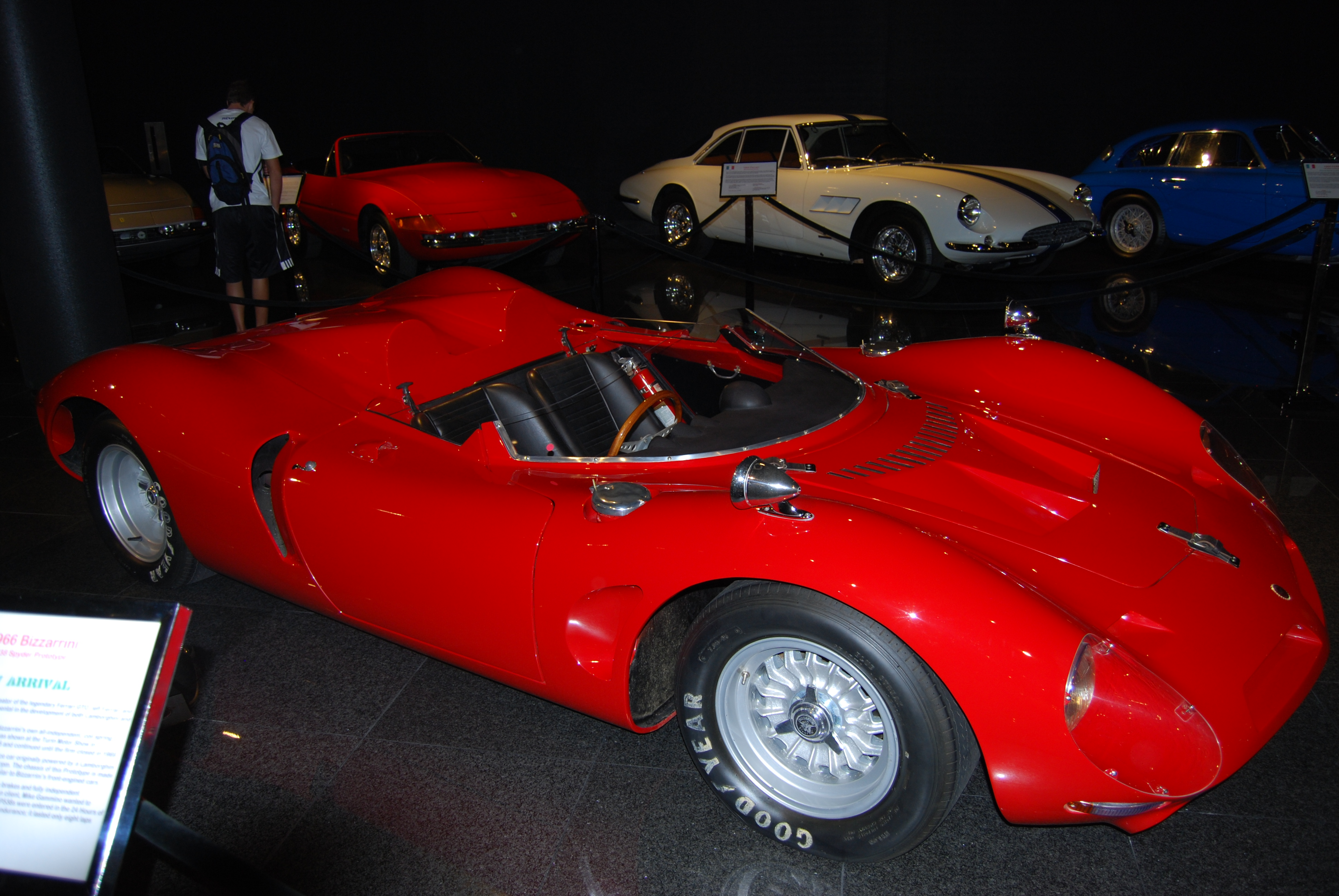
Chasis n.º 1 restaurado

El P538 o  'P538S'  fue un automóvil deportivo de motor central y tracción trasera lanzado a finales de 1965 o principios de 1966 por Bizzarrini de Livorno. Al menos dos P538 se construyeron con el motor V8 del Chevrolet Corvette de 327 pulgadas cúbicas y dos más con motor V12 Lamborghini de 4,0 y 3,5 litros. Se utilizaron transeje con cajas de cambio manuales de cinco velocidades, con cambios específicos para la carrera para la que se construyó cada automóvil. Disponía de frenos de disco interiores en las cuatro ruedas, con una suspensión independiente completa. La carrocería estaba fabricada de plástico reforzado con fibra de vidrio sobre un chasis de acero tubular.

## Historia
El primer automóvil con motor V8 debutó en Le Mans en 1966, con los pilotos suizos Edgar Berney y Andre Wicky, que debieron retirarse después de tres horas por un problema de sobrecalentamiento. Un segundo equipo en un Bizzarrini A3/C de serie, conducido por Sam Posey y Massimo Natili, resultó descalificado después de una infracción en el pit lane, posiblemente mientras regresaba con graves daños en el bastidor.
El piloto estadounidense de Ferrari, Mike Gammino, encargó entonces un automóvil Lamborghini con motor V12 de 4.0 litros, que compitió una vez. El taller de Neri y Bonacini y la empresa de carrocerías BBM participaron en la construcción de este automóvil. Bizzarrini intentó construir un segundo automóvil V12 de 3.5 litros para Le Mans, pero no pudo completarlo antes de la bancarrota de la empresa.

## Continuación del P538s
A partir de mediados de la década de 1970 y continuando al menos hasta la década de 1990, el ex ingeniero de Bizzarrini Salvatore Diomante en Autocostruzione SD, Torino, comenzó a construir P538 de encargo para compradores privados, que pueden distinguirse de los automóviles construidos en la década de 1960 por el uso de tubos cuadrados en lugar de redondos. Giotto Bizzarrini y su esposa probablemente ayudaron en la construcción de los primeros autos, en los que se usaron algunos componentes originales Bizzarrini de los años 1960 todavía disponibles. Los dos primeros autos de esta serie que usan construcción de tubo cuadrado tienen los números de serie #002 y #003; el automóvil Van Horneff V12 de 3.5 litros también usa el número de serie 002, y se sabía que se conservaba en Inglaterra. Los motores varían, pero incluyen Chevrolet V8, Lamborghini V12 y posiblemente un Fiat de seis cilindros. Diomante construyó un número desconocido, utilizando moldes de carrocería de fibra de vidrio originales, probablemente menos de 8 unidades.

## P538 preservados
Incluso los coches de carretera A3/C y 5300 GT de "producción" de Bizzarrini son a menudo de origen oscuro. Actualmente, ni Bizzarrini ni Gammino tienen del todo claro lo que pasó en la década de 1960. Sin embargo, ambos coinciden en que no ha habido una contabilidad correcta de los P538. Definitivamente hay dos coches V8 y otros dos V12 supervivientes; y podría haber hasta cuatro coches V8 más.

### Coches con motor Chevrolet V8
Bizzarrini usó el primer P538 construido para trabajos de desarrollo a principios de 1966, y probablemente se estrelló ese invierno. El automóvil que apareció en Le Mans cuatro meses después pudo haber sido este automóvil; pudo haber sido un segundo coche; o más probablemente, reutilizó todas y cada una de las partes recuperables del automóvil original, fueran las que fueran.
En 1967, Bizzarrini modificó al menos un V8 como cupé y lo vendió al Ducado de Aosta (se lo conoce como el cupé Duca d’Aosta). Algunas fuentes sugieren que este fue un tercer automóvil V8, posiblemente construido como una segunda entrada para Le Mans de 1967. Otro, posiblemente el coche de Le Mans de 1966, también se modificó; terminó en manos de Giorgetto Giugiaro en Italdesign; que lo volvió a modificar por tercera vez (al menos) como un prototipo de exhibición, el Bizzarrini Manta. Tanto el Duca d’Aosta como el modelo de ItalDesign se han mantenido con estas configuraciones y son los únicas versiones con motores V8 que pueden confirmarse de manera fiable como Bizzarrini fabricados en la década de 1960.

### Coches con motor Lamborghini V12
El automóvil de 4.0 litros de Mike Gammino, a menudo llamado 001 (pero en realidad sin número), se completó en 1965, después de lo cual lo importó a los EE. UU. Corrió una vez en el Circuito de Bridgehampton, donde tuvo algunos problemas. Se lo dio a su mecánico Libero Gerardi, y tras su muerte, pasó por una serie de dueños hasta que llegó al Museo del Automóvil de San Diego.
El otro V12 P538 usa un motor Lamborghini de 3.5 litros, y lleva grabada la marca P538 002 en un estabilizador delantero. Se inició su construcción para las 24 horas de Le Mans de 1967, pero nunca se completó. Según una entrevista con Stirling Moss, la carcasa del transeje parece ser idéntica a la de un Alfa Romeo Tipo. Desmontado por Bizzarrini en 1970, lo terminó como encargo en 1974 o 1975. Actualmente es propiedad de American Van Horneff.